# Perikles de Jongere
Perikles de Jongere (ca. 440 v.Chr. - 406 v.Chr.) was een natuurlijke zoon van de Atheense staatsman Perikles (ca. 490 v.Chr. - september 429 v.Chr.) en een Atheens veldheer. Hij was een zoon uit Perikles' tweede huwelijk met Aspasia van Milete.
Uit zijn eerste huwelijk met een aan hem verwante adellijke dame had Perikles twee wettelijke zonen: Xanthippos en Paralos. Na de scheiding in der minne van zijn vrouw begon Perikles (voor 440 v.Chr.), een relatie met de mooie en geestige hetaira Aspasia van Milete. Hun verbintenis, die door Perikles' biograaf Ploutarchos als een echte liefdesrelatie werd beschouwd, werd in Athene niet officieel erkend. Uit deze relatie kwam Perikles' derde zoon, Perikles de Jongere, voort.
Perikles had zelf enkele jaren eerder in de ekklèsia een wet doen aannemen die bepaalde dat kinderen uit huwelijken waarin slechts een van de partners Atheens burger was, niet het Atheense burgerschap mocht worden verleend. Op basis van deze wet, die met terugwerkende kracht werd ingevoerd, werden een aantal mensen die voorheen als "Atheners" werden beschouwd, hun Atheens burgerschap ontnomen. Deze wet had echter ook gevolgen voor zijn zoon bij Aspasia, want deze werd niet automatisch als Atheens burger beschouwd.
Tijdens de Plaag van Athene, die kort na het uitbreken van de Peloponnesische Oorlog (431-404 v.Chr.) in het belegerde Athene woedde en waarvoor zijn tegenstander Perikles zelf verantwoordelijk hielden voor de uitbraak ervan, verloor de Atheense staatsman zijn twee oudste zonen alsook talrijke familieleden. Uiterst aangeslagen hierdoor, trok hij zich volledig terug uit staatszaken en moest door de volksvergadering uitdrukkelijk worden gevraagd om terug de leiding over de staat op zich te nemen. Perikles stelde als voorwaarde voor zijn terugkeer als hoofd van Athene dat de door hemzelf geïntroduceerde wet inzake het burgerschap zou worden ingetrokken, wat het Atheense volk hem – zo oneerlijk dit tegenover de andere getroffen partijen mag zijn geweest - uit compassie met het zware noodlot dat Perikles had getroffen, toestond. Zo werd zijn zoon, Perikles de Jongere, alsnog Atheens burger (429 v.Chr.). Een beetje later stierf Perikles zelf aan de pest.
Zijn zoon overleefde evenwel deze epidemie en groeide in de volgende jaren in Athene op. De schrijver en historicus Xenophon vermeldt een gesprek dat de filosoof Sokrates met Perikles de Jongere over de taken van een veldheer zou hebben gevoerd. In dit gesprek wijst Sokrates de jongere man erop, welke gebrekkige kennis hij nog had om het ambt van veldheer (strategos) naar behoren te kunnen vervullen. Perikles de Jongere toont zich leergierig en neemt het (ongevraagde) advies van de oudere man met plezier en begripvol aan en belooft deze te zullen volgen.
Perikles de Jongere werd vervolgens in 407 v.Chr. ook als een van de tien Atheense strategoi (veldheren) verkozen, om de vorige opperbevelhebber, Alkibiades, die bij het Atheense volk in ongenade was gevallen, te vervangen. Het ambt bracht hem echter weinig geluk. Hij kon weliswaar samen met de andere strategoi in de slag bij de Arginusae voor zijn vaderstad Athene een grote overwinning behalen, maar werd daarna in het zogenaamde Arginusaeproces samen met zijn collega's, Aristokrates, Diomedon, Erasinides, Thrasyllos en Lysias ter dood veroordeeld en in 406 v.Chr. geëxecuteerd.

## Referentie
- Dit artikel of een eerdere versie ervan is een (gedeeltelijke) vertaling van het artikel Perikles_(Feldherr) op de Duitstalige Wikipedia, dat onder de licentie Creative Commons Naamsvermelding/Gelijk delen valt. Zie de bewerkingsgeschiedenis aldaar.